# Le Cerveau d'Hugo
Le Cerveau d'Hugo est un documentaire-fiction français réalisé par Sophie Révil en 2012, portant sur l'autisme. Il croise des témoignages d'authentiques autistes avec une fiction retraçant la vie d'un autiste, Hugo, depuis l'enfance jusqu'à l'âge adulte, en dépeignant les difficultés qu'il rencontre ainsi que son entourage.
Le rôle de Hugo est tenu par l'acteur Thomas Coumans et celui de sa mère par Arly Jover.
Le documentaire a été diffusé sur France 2 le 27 novembre 2012 à 20 h 45. Il prend sa place dans une évolution de la vision portée sur l'autisme, aussi bien par les professionnels de santé que par l'ensemble de la population, et où le rôle de causes biologiques est de plus en plus mis en avant par la Haute Autorité de santé, au détriment d'une approche purement psychanalytique jusque-là dominante en France.

## Fiche technique
- Production : Elzevir Films / Escazal Films
Avec la participation de France Télévisions, Planète +
- Avec la voix de Sophie Marceau
- Musique originale : Stéphane Moucha
- Directeur de la photographie : Laurent Machuel AFC
- Montage : Jacqueline Mariani, Jérôme Breau
- Produit par : Denis Carot
- Écrit et réalisé par Sophie Révil
- Doublage mains au piano : Eric Artz

## Distribution
- Thomas Coumans
- Arly Jover
- Christine Murillo
- Jennifer Decker
- Guillaume Briat
- Thierry Godard
- Kilyann Lefevre
- Charles Fresse
- Paolo Martinelli
- Josef Schovanec